# Popis hrvatskih veleposlanika u Bruneju Darussalam
Republika Hrvatska i Brunej Darussalam održavaju diplomatske odnose od 1. svibnja 1998. Sjedište veleposlanstva je u Kuala Lumpuru.

## Veleposlanici
Hrvatska nema rezidentno veleposlanstvo u Bruneju Darussalam. Veleposlanstvo Republike Hrvatske u Maleziji pokriva Vijetnam, Laosku Narodnu Demokratsku Republiku, Mjanmar, Brunej Darussalam i Kambodžu.
| Veleposlanik   | Postavljenje      | Opoziv             | Sjedište     |
| -------------- | ----------------- | ------------------ | ------------ |
| Damir Perinčić | 17. ožujka 2000.  | 1. studenoga 2002. | Kuala Lumpur |
| Željko Čimbur  | 8. prosinca 2003. | 15. prosinca 2008. | Kuala Lumpur |
| Željko Bošnjak | 4. veljače 2009.  | 30. travnja 2014.  | Kuala Lumpur |
| Krešo Glavač   | 12. svibnja 2016. |                    | Kuala Lumpur |

## Vanjske poveznice
- Brunej Darussalam na stranici MVEP-a